# Axel Paulsson
Nils Axel Verner Paulsson, född 23 mars 1889 i Malmö, död 23 december 1944 i Stockholm, var en svensk ingenjör och företagare.
Axel Paulsson var son till revisorn Nils Paulsson. Han avlade mogenhetsexamen i Stockholm 1907 och utexaminerades från Tekniska högskolan 1911. Efter några kortare anställningar i Sverige var han 1912–1913 driftsingenjör vid Thermo-Electric Ore Reduction Corporation i Luton. Han återvände 1913 till Sverige, var en tid anställd som försäljningsingenjör hos firman Oscar Dieden i Stockholm och blev 1915 metallurg hos AB Elektriska ugnar i samma stad. 1916 reste han på stipendium från Jernkontoret och Kommerskollegium till USA, där han företog vidsträckta affärs- och studieresor och kom att stanna i fjorton år. Han var 1916–1918 anställd hos Hamilton & Hanzell i New York (AB Elektriska ugnars representant i USA), 1918–1925 var han metallurg vid Ludlum Steel Company i Watervliet, New York, 1925–1928 president för Uddeholm Company of America i New York och 1928–1930 assistant general manager i Ludlum Steel Company. Paulsson återvände till Sverige och var 1930–1937 överingenjör vid Avesta jernverks AB. 1937 blev han teknisk direktör hos A. Johnson & co i England, 1938–1939 var han teknisk direktör hos Refined Stainless Steel Corporation i Sheffield. Vid krigsutbrottet 1939 återvände Paulsson till Sverige och anställdes 1940 som överingenjör och metallurg vid Kraft-AB Gullspång-Munkfors i Mariestad. 1942–1944 var han åter i tjänst hos A. Johnson & co, denna gång som konsulterande ingenjör. Bland hans främsta arbeten märks det stålverk som han 1920–1923 som representant för ett dotterbolag till Ludlum Steel Co. konstruerade och uppförde i Ribeirão Preto, Brasilien. Under sin amerikavistelse var Paulsson sekreterare i American Society of Swedish Engineers i Brooklyn 1926–1927 och vice ordförande i Schenectady Chapter of American Metals Society 1929. Han var 1933 vice ordförande i Avesta stads arbetslöshetskommitté.